# Electric (rivière)
Pour les articles homonymes, voir Electric.
La rivière Electric  (en anglais : Electric River) est un cours d’eau de la région du Fiordland, dans l’Île du Sud de la Nouvelle-Zélande.

## Géographie
La rivière Electric prend sa source à proximité du lac Jaquiery dans la chaîne du Kaherekoau et s’écoule vers l’est dans le lac Monowai au niveau de June Bay.